# Toporowice
Toporowice – wieś w Polsce, położona w województwie śląskim, w powiecie będzińskim, w gminie Mierzęcice.
| SIMC    | Nazwa     | Rodzaj    |
| ------- | --------- | --------- |
| 0217403 | Dąbrowska | część wsi |
| 0217410 | Gaj       | część wsi |
| 0217426 | Gostów    | część wsi |
| 0217432 | Pałęczak  | część wsi |
| 0217449 | Sławniów  | część wsi |

W latach 1975–1998 wieś administracyjnie należała do województwa katowickiego.
Wieś biskupstwa krakowskiego w księstwie siewierskim w końcu XVI wieku. 
Wzmianki o wsi: 1 marca 1266 - Pierwsza wzmianka o kościele św. Wojciecha w Mikołowie - biskup krakowski Paweł przebywający w Sławkowie nadał kościołowi św. Wojciecha w Mikołowie dziesięciny ze wsi Przeczyce, Toporowice i Targoszyce. Istnienie tych miejscowości zostało potwierdzone w przywileju książąt cieszyńskich z roku 1357. Rozwojowi tych miejscowości sprzyjał m.in. fakt usytuowania ich przy tak ważnych szlakach komunikacyjnych, jak droga na Śląsk prowadząca przez Przeczyce i Toporowice oraz od Czeladzi do Siewierza.
Podstawowym zajęciem ludności było rolnictwo, praca w folwarkach, własnych gospodarstwach. Hodowano bydło, owce, drób. Największym inwentarzem cieszył się folwark Topór w Toporowicach.